# Fondation ProAves
La fondation ProAves (Fundación ProAves) est une organisation non gouvernementale environnementale colombienne créée en 1998. Ses principaux objectifs sont de protéger les oiseaux et leur habitat en Colombie.

## Réserves naturelles
La fondation ProAves a établi 21 réserves naturelles d'oiseaux. Son objectif est de protéger l'habitat de différentes espèces d'oiseaux ayant un certain degré de menace. Les réserves de ProAves sont :
| Nom                               | Département               | Date de création                   | Superficie     | Altitude                | Source |
| --------------------------------- | ------------------------- | ---------------------------------- | -------------- | ----------------------- | ------ |
| Colibrí del Sol (en)              | Antioquia                 | 6 octobre 2005                     | 731 hectares   | de 2 800 à 4 060 mètres | [ 2 ]  |
| El Dorado                         | Magdalena                 | 31 mars 2006                       | 1 024 hectares | de 950 à 2 600 mètres   | [ 3 ]  |
| El Pangán                         | Nariño                    | 2002                               | 8 342 hectares | de 500 à 1 990 mètres   | [ 4 ]  |
| El Paujil                         | Boyacá Santander          | Novembre 2003                      | 3 219 hectares | de 150 à 1 200 mètres   | [ 5 ]  |
| Mirabilis-Swarovski               | Cauca                     | 20 mai 2005                        | 1 378 hectares | de 1 500 à 3 020 mètres | [ 6 ]  |
| Reinita Cielo Azul (en)           | Santander                 | Juillet 2005                       | 209 hectares   | de 1 600 à 2 500 mètres | [ 7 ]  |
| Hormiguero de Torcoroma           | Norte de Santander        | 3 octobre 2006                     | 35 hectares    | de 800 à 900 mètres     | [ 8 ]  |
| Arrierito Antioqueño              | Antioquia                 | 27 novembre 2006                   | 1 324 hectares | de 1 400 à 1 850 mètres | [ 9 ]  |
| Loro Orejiamarillo                | Antioquia Caldas          | 6 mai 2006                         | 188 hectares   | de 1 900 à 2 600 mètres | [ 10 ] |
| Loro Coroniazul                   | Quindío                   | Décembre 2007                      | 657 hectares   | de 2 900 à 4 000 mètres | [ 11 ] |
| Pauxi pauxi                       | Santander                 | Mai 2007                           | 1 940 hectares | de 600 à 1 500 mètres   | [ 12 ] |
| Cucarachero de Chicamocha         | Santander                 | 2009                               | 1 246 hectares | de 310 à 1 410 mètres   | [ 13 ] |
| Reserva de Anfibios Ranita Dorada | Tolima                    | Décembre 2008                      | 120 hectares   | de 1 580 à 1 900 mètres | [ 14 ] |
| Loros Andinos                     | Tolima                    | 21 avril 2009                      | 4 072 hectares |                         | [ 15 ] |
| Giles - Fuertesi                  | Tolima                    |                                    | 294 hectares   | de 2 750 à 3 600 mètres | [ 16 ] |
| Las Tángaras                      | Chocó                     | Octobre 2009                       |                | de 1 250 à 3 400 mètres | [ 17 ] |
| Halcón Colorado                   | Meta                      | Août 2008                          | 30 hectares    | de 800 à 1 100 mètres   | [ 18 ] |
| Zamarrito del Pinche              |                           |                                    |                |                         |        |
| Ranita Terribilis                 | Cauca                     |                                    | 47 hectares    | de 100 à 200 mètres     | [ 19 ] |
| El Mirador                        | Quindío                   | Depuis 2004 sous forme de commodat | 2 035 hectares | de 2 900 à 3 800 mètres | [ 20 ] |
| Chincherry                        | San Andrés et Providencia | 2006                               |                |                         | [ 21 ] |